# Бианка Савойска
Вижте пояснителната страница за други личности с името Бианка.
Бианка Мария Савойска (на италиански: Bianca di Savoia, на френски: Blanche Marie de Savoie; * 1336, Шамбери, Савойско графство; † 31 декември 1387, Павия, Сеньория Милано) от Савойската династия, е чрез женитбата си с Галеацо II Висконти съвладетелка на Сеньория Милано (1354 – 1378) заедно с Джильола Гондзага – съпруга на Матео II Висконти, и с Беатриче Реджина дела Скала – съпруга на Бернабо Висконти.

## Произход
Бианка е втората дъщеря на Аймон Савойски Мирния (* 1291, † 1343), граф на Савоя, на Аоста и на Мориен, и на съпругата му Йоланда Палеологина (* 1318, † 1342). Нейни дядо и баба по бащина линия са Амадей V Савойски, граф на Савоя, и Сибила (Симона) дьо Боже, господарка на Бажè и на Брес, а по майчина – Теодор I Монфератски, княз на Византия и маркграф на Монферат, и Арджентина Спинола.
Има двама или трима братя и една сестра:
- Амадей VI, Зеленият граф (+ 1334 – 1383), 17-и граф на Савоя, съпруг на Бона дьо Бурбон, племенница на френския крал Филип VI
- Йоан (* 1338, † 1345)
- Катерина (* 1341, † 1343)
- Лудвиг (* 1342), вероятен

Има и четири природени братя и две или три природени сестри от извънбрачните връзки на баща си.

## Биография

### Начални години
Когато е на около 7 години, Бианка губи майка си Йоланда при/около раждането на петото ѝ дете на 24 декември 1342 г. На 14 декември 1342 г. майка ѝ прави завещание, в което изисква да бъде погребана в Абатство „Откомб“ и завещава някои имоти на децата си Йоан, Бианка, Лудвиг и Амадей. На 22 юни 1342 г. умира и баща ѝ Аймон, поразен от тежка болест. Преди да умре, на 11 юни 1343 г. той съставя завещание, в което изисква да бъде погребан в Абатство „Откомб“, напомня, че е решил окончателно, благодарение на печата на краля на Франция, проблема за наследяването на Савойското графство и обявява за свои наследници трите си законни и все още живи деца Бианка, Йоан и Амадей. Аймон е наследен от най-големия си, тогава 10-годишен син Амадей с името Амадей VI под регентството на братовчед му Лудвиг II Савойски-Во.

### Брачни предложения
През 1345 г. кралят на Англия Едуард III пише на Савойския граф с молба за ръката на Бианка, но последвалият съюз с англичаните срещу Кралство Франция се счита за твърде рискован и предложението отпада. Документът, свързан с брачния проект, се съхранява в Държавния архив в Торино.
През май 1347 г., с помощта на папа Климент VI, Бианка е обещана на дофина Умбер II дьо ла Тур дю Пен, завърнал се от Кръстоносен поход в Светите земи и практически разорен, в замяна на зестра от 120 хил. флорина: бракът по този начин би трябвало да възстанови касата на Дофине и да позволи укрепването на двете владения. Това обаче не се харесва на французите: натискът на френския крал Филип VI дьо Валоа принуждава Умбер да се откаже от брака и да предаде своето господарство на короната на Франция (1349). Преговорите са възобновени безуспешно през 1348 г.

### Брак с Галеацо II Висконти
Архиепископът и господар на Милано Джовани Висконти, с цел близък съюз между Савоя и Висконти, предлага брака между Бианка и племенника си Галеацо, заточен в савойските земи от брата на Джовани Лукино. Галеацо е син на Стефано Висконти и на генуезката Валентина Дория. Бракът с Галеацо е отпразнуван на 28 септември 1350 г. в Замъка в Риволи. Разменени са земи и пари между двете семейства. Брачният договор, съхраняван в Държавния архив на Торино, предвижда на 18 септември депозит на Галеацо от 40 хил. златни флорина на абата на Откомб.
Бианка е културна, послушна и милостива и се говори, че тя често смекчава грубия и насилнически характер на съпруга си. Самюел Гишенон, докладвайки преценката на милански историк, я определя като достойна за всякакъв вид похвала. Бракът на Бианка с Галеацо е подготвен от чичото му Джовани Висконти, архиепископ и съгосподар на Милано заедно с брат му Лукино. След смъртта на Лукино Джовани остава единственият господар на Милано и вика обратно от заточение тримата си племенници – братята Галеацо, Матео и Бернабо. След брака той изпраща Галеацо и Бианка заедно с благородници, конници и пехотинци в Болоня, за да я управляват от негово име.

### Господарка на Сеньория Милано
През 1354 г., след смъртта на чичото на съпруга ѝ Джовани Висконти, Бианка става господарка на Сеньория Милано, тъй като Галеацо заедно с братята му Матео и Бернабо стават господари на Милано, разделяйки властта на три. През 1355 г., след смъртта на Матео I Висконти, Галеацо и Бернабо разделят властта на две и Галеацо е назначен за имперски викарий от Карл IV. След като Галеацо през 1359 г. обсажда и завладява Павия, той установява там своята резиденция и започва изграждането на замъка на Висконти. Образованата Бианка създава славни приятелства в замъка, включително с Франческо Петрарка, и открива библиотеката на Висконти, в която донася първите копия на „Божествена комедия“. Тя се грижи за бедните в своите земи и кара да я наричат господарка на някои феоди, сред които Сан Коломбано, където въвежда „Уставите на Коломбаните“ – набор от закони и законодателни системи.

#### Война с Монферат
Между Висконти и маркграфовете на Монферат избухва война за присвояването на териториите на Долна Ломбардия и Долен Пиемонт. По този начин Бианка вижда съпруга си Галеацо и брат си Амадей на два противоположни фронта. Тя се опитва по всякакъв начин да сложи край на битките, възстановявайки семейния мир. Конфликтът приключва поради смъртта на маркграф Джовани II Палеолог и с реституцията на териториите, окупирани от Монферат в района на Павия в замяна на владенията на Висконти в района на Асти.

### Последни години и смърт
Съпръгът на Бианка Галеацо Сфорца умира в Павия на 6 август 1378 г. Бианка получава няколко града, включително Монца и Кортенуова. По онова време тя се посвещава на племенницата си Валентина, вече пораснала и образована, като също така преподава френски и немски. Освен това основава през 1380 г. манастира „Санта Киара ла Реале“ в Павия, където е и погребана. Майка на Джан Галеацо Висконти, наричан Граф на добродетелта, и сестра на Графа на Савоя, Бианка умира на около 50-годишна възраст в Павия на 31 декември 1387 г. Тя е погребана в монашеска одежда в манастира „Санта Киара“ в Павия, където е погребана и дъщеря ѝ Виоланта през 1386 г.

## Брак и потомство
∞ 10 септември 1350 Галеацо II Висконти (* 14 март 1320, Новара, Сеньория Милано; † 4 август 1378, Павия, Сеньория Милано), владетел на Милано, от когото има един син и една или две дъщери:
- Джан Галеацо Висконти (* 16 октомври 1351, Павия, Сеньория Милано; † 3 септември 1402, Меленяно, Миланско херцогство), херцог на Милано; ∞ 1. юни 1360 за принцеса Изабела Валоа (* 1 октомври 1348, замък на Виен; † 11 септември 1372, Павия), дъщеря на френския крал Жан II, от която има трима сина и една дъщеря ∞ 2. 2 октомври 1380 за Катерина Висконти (* 12 юли 1360, Милано; † 17 октомври 1404, Монца), дъщеря на Бернабо Висконти, от която има двама сина и една дъщеря. Има и двама извънбрачни сина.
- Виоланта Висконти (* 1354, Павия, Сеньория Милано; † 1386, Павия, Сеньория Милано), чрез бракове херцогиня на Кларънс (15 юни 1368 – 17 октомври 1368), маркграфиня на Монферат (1377 – 1378); ∞ 1. 25 април 1368 за Лайънъл, херцог на Кларънс (* 29 ноември 1338, Антверпен; † 7 октомври 1368, Алба), син на английския крал Едуард III, от когото няма деца; 2. 1377 за Ото II Палеолог (* 1361; † 1378, Маталето[N 3]), маркграф на Монферат, от когото няма деца. 3. 1381 за братовчед си Луиджи Висконти (* 1355, Милано; † 28 юли 1404, Трецо сул'Ада), син на Бернабо Висконти и Реджина дела Скала, от когото има син.
- Мария Висконти († 1362), вероятна.

### Първични източници
- ((la)) Rerum Italicarum scriptores. Tomus XI, Tomus XVI
- ((la)) ((fr)) Preuves de l'Histoire généalogique de la royale maison de Savoie, justifiée par titres, ..par Guichenon, Samuel

#### Историографска литература
- ((fr)) Histoire de Savoie, d'après les documents originaux,... par Victor ... Flour de Saint-Genis. Tome 1
- ((fr)) Histoire généalogique de la royale maison de Savoie, justifiée par titres, ..par Guichenon, Samuel
- ((fr)) Histoire de la Maison de Savoie
- ((fr)) Titres de la maison ducale de Bourbon
- ((fr)) Histoire de Dauphiné, tome II
- ((it)) Matrimoni della Real Casa di Savoia Архив на оригинала от 2021-06-23 в Wayback Machine.
- ((it)) Francesco Cognasso, I Savoia, Milano, Casa editrice Corbaccio, 1999, ISBN 88-7972-135-6.
- Francesco Cognasso, SAVOIA, Bianca di, в Enciclopedia Italiana, Istituto dell'Enciclopedia Italiana, 1936
- Fabrizio Pagnoni, SAVOIA, Bianca di, в Dizionario biografico degli italiani, vol. 91, Istituto dell'Enciclopedia Italiana, 2018
- Savòia, Bianca di, на Treccani.it – Enciclopedie on line, Istituto dell'Enciclopedia Italiana

### Други
- (EN) COMTES de SAVOIE et de MAURIENNE 1060 – 1417 – BLANCHE MARIE de Savoie, на fmg.ac, Foundation for Medieval Genealogy
- (EN) LORDS of MILAN - BLANCHE MARIE de Savoie (GALEAZZO II Visconti), на fmg.ac, Foundation for Medieval Genealogy
- (EN) Savoy 2 - Bianca Maria, на genealogy.euweb.cz, Genealogy
- (EN) Visconti 2 - Bianca di Savoia (Galeazzo II), на genealogy.euweb.cz, Genealogy

## Обяснителни бележки
1. ↑  Джильола Гонзага – съпруга на Матео II Висконти, е господарка на Милано от 5 октомври 1354 г. до 29 септември 1355 г., когато умира съпругът ѝ.
2. ↑  Беатриче Реджина, съпруга на Бернабо, е съгосподарка на Милано от 5 октомври 1354 г. до 4 август 1378 г., а след това, когато и двамата братя на съпруга ѝ умират, е единствена господарка консорт на Милано от 4 август 1378 г. до смъртта си на 18 юни 1384 г.
3. ↑  Днешно подселище на Лангирано.

## Библиографски бележки
1. ↑  Samuel Guichenon, Histoire généalogique de la royale maison de Savoie, с. 397
2. 1 2  Histoire généalogique de la royale maison de Savoie, с. 396
3. ↑  Preuves de l'Histoire généalogique de la royale maison de Savoie, Testament d'Aymon, pp. 179 -181
4. ↑  Histoire de la Maison de Savoie, Volume 1, с. 336
5. ↑  Preuves de l'Histoire généalogique de la royale maison de Savoie, Testament d'Aymon, с. 170 -176
6. ↑  Histoire généalogique de la royale maison de Savoie, с. 400
7. ↑  Francesco Cognasso, I Savoia, с. 135
8. ↑  Sezione Corte -> Matrimoni Real Casa di Savoia in Materie politiche per rapporto all'interno [Inventario n. 102] -> Bianca figlia del conte Aimone e sorella del conte Amedeo VI di Savoia con uno dei figli d'Odoardo re d'Inghilterra -> Matrimoni -> Mazzo 6.1 //    Архивиран от оригинала на 2021-06-23. Посетен на 2021-03-13.
9. 1 2  Francesco Cognasso, I Savoia, с. 135 – 136
10. ↑  Histoire de Dauphiné, tome II, doc. CCLI, pagg 569 e 570
11. ↑  Histoire de Dauphiné, tome II, doc. CCLI, с. 570, бел.
12. 1 2  Rerum Italicarum scriptores, vol. XVI, Annales Mediolanenses, гл. CXVI, колона 721
13. ↑  Rerum Italicarum scriptores, vol. XVI, Petri Azarii Chronicon, гл. XI, колона 317
14. ↑  Rerum Italicarum scriptores, vol. XVI, Petri Azarii Chronicon, гл. XI, колона 324
15. ↑  Sezione Corte -> Matrimoni Real Casa di Savoia in Materie politiche per rapporto all'interno [Inventario n. 102] -> Bianca figlia del conte Aimone di Savoia e Galeazzo Visconti di Milano -> Matrimoni -> Mazzo 6.1 (fascicolo 1) //    Архивиран от оригинала на 2021-06-23. Посетен на 2021-03-13.
16. ↑  Histoire généalogique de la royale maison de Savoie, с. 397
17. ↑  Rerum Italicarum scriptores, vol. XVI, Annales Mediolanenses, гл. CXVII, колони 723 и 724
18. ↑  Rerum Italicarum scriptores, vol. XVI, Annales Mediolanenses, гл. CXVIII, колони 724 – 726
19. ↑  Rerum Italicarum scriptores, vol. XVI, Annales Mediolanenses, гл. CXXI, колона 730
20. ↑  Rerum Italicarum scriptores, vol. XVI, Annales Mediolanenses, гл. CXXII, колони 730 и 731
21. ↑  Rerum Italicarum scriptores, vol. XVI, Annales Mediolanenses, гл. CXXII, колони 742 и 743
22. ↑  Rerum Italicarum scriptores, vol. XVI, Annales Mediolanenses, гл. CXXXIV, колони 745 – 751
23. ↑  Rerum Italicarum scriptores, vol. XVI, Chronicon Placentinum, колона 543
24. ↑  Rerum Italicarum scriptores, vol. XVI, Chronicon Placentinum, колона 549
25. ↑  Rerum Italicarum scriptores, vol. XVI, Chronicon Placentinum, колона 546

|  | Тази страница частично или изцяло представлява превод на страницата Bianca di Savoia в Уикипедия на италиански. Оригиналният текст, както и този превод, са защитени от Лиценза „Криейтив Комънс – Признание – Споделяне на споделеното“, а за съдържание, създадено преди юни 2009 година – от Лиценза за свободна документация на ГНУ. Прегледайте историята на редакциите на оригиналната страница, както и на преводната страница, за да видите списъка на съавторите. ВАЖНО: Този шаблон се отнася единствено до авторските права върху съдържанието на статията. Добавянето му не отменя изискването да се посочват конкретни източници на твърденията, които да бъдат благонадеждни. |